# Constitution River
Constitution River eller Careenage är en flod på Barbados som rinner genom huvudstaden Bridgetown och ut i Carlisle Bay. Den ligger i parishen Saint Michael, i den sydvästra delen av landet.